# Daniel Sysoev
Daniel Alexeyevitch Sysoev (em russo:  Даниил Алексеевич Сысоев) foi um padre ortodoxo da Igreja Ortodoxa Russa, reitor da Igreja de São Tomás no sul de Moscou e um notável missionário.

## Vida
Daniel Alekseevich Sysoyev nasceu em 12 de janeiro de 1974, filho de Aleksei Nikolaevich Sysoyev e Anna Midkhatovna Amirova, no seio de uma família de professores e artistas. Mais tarde, foi batizado no dia 31 de outubro de 1977 em um subúrbio moscovita. Daniel frequentava a igreja com sua família, auxiliando no altar e no coro da igreja onde seu pai era sacristão. Mais tarde, Aleksei foi ordenado ao sacerdócio e sua esposa (uma tártara) ensinou o catecismo ortodoxo.
No verão de 1988, Daniel ajudou no trabalho de restauração do mosteiro de Optina. Daniel também cantou no coro de uma igreja local, logo após sua construção. Pouco tempo depois, o seu reitor recomendou que o jovem Daniel ingressasse no Seminário Teológico de Moscou, o que o fez depois de concluir o ensino médio em 1991.
No dia 22 de janeiro de 1995, Daniel casou-se com Iulia Mikhailovna Brykina. Poucos dias depois, no dia 13 de maio, foi ordenado ao diaconado.

## Como sacerdote e missionário
Em 2001, um pouco antes do nascimento do seu segundo filho, Daniel foi ordenado ao sacerdócio. Ele foi designado para a Igreja de São Pedro e Paulo em Yasenevo, Moscou, onde se tornou secretário do centro educacional-missionário Shestodnev e continuou seu trabalho no centro de São João de Kronstadt. Por volta dessa época, sua antologia sobre Revelação Divina e Ciência Contemporânea foi publicada; ao longo de sua vida, ele publicou mais de uma dúzia de artigos sobre a criação e questões anti-sectárias.
A paróquia de Daniel tinha como foco principal converter não-cristãos, principalmente aqueles que nasceram fora da Rússia, e a localização da paróquia era ideal para isso, visto que residia em um distrito com uma grande variedade de seitas e religiões. A paróquia oferecia cursos missionários, aulas de canto, aulas de iconografia e um grupo de escoteiros. O padre Daniel abriu também uma escola de catequese sobre os fundamentos do cristianismo e dirigiu um curso catequético sucessivo de cinco semanas para quem desejasse saber mais sobre o cristianismo (seja para o batismo ou por interesse). 
Como reitor da igreja de São Tomás no sul de Moscou, o padre Daniel foi um notável missionário, especialmente entre as comunidades muçulmanas, neopagãs e protestantes da Rússia. Ele estabeleceu um movimento missionário ativo, incluindo o treinamento de pregadores de rua ortodoxos. Também construiu uma reputação especial como um padre que se destacou por seu trabalho de proselitismo entre a comunidade muçulmana da Rússia, batizando cerca de oitenta muçulmanos.

## Morte
Como resultado da sua pregação, Daniel recebeu constantemente ameaças de morte. Em 9 de outubro de 2009 em seu LiveJournal, ele fez um recorde:
Trago notícias novamente. Hoje provavelmente vocês irão rir de mim, mas novamente os muçulmanos prometeram me matar. Dessa vez me telefonaram. É irritante, já é a 14ª vez. Já me acostumei com isso, antes isso me assustava. Mas Deus não me trairá, o Islã não irá se alimentar de mim. Ademais, peço a todos que rezem. 
No dia 19 de novembro de 2009, entre às 23h10 e 23h20, ele foi mortalmente ferido em sua igreja por um fanático muçulmano, que atirou nele quatro vezes. O assassino também feriu gravemente o diretor do coro da paróquia, Vladimir Strelbitsky. Uma hora depois, por volta das 12h15 do dia 20 de novembro, Daniel morreu na mesa de cirurgia de um hospital de Moscou. Daniel morreu aos 35 anos e foi o vigésimo quinto sacerdote ortodoxo assassinado na Rússia após a queda da União Soviética.
Mais tarde, em dezembro de 2009, um grupo militante islâmico baseado no norte do Cáucaso assumiu o crédito pelo assassinato de Daniel. O autor do assassinato jurou lealdade ao ex-líder checheno Dokka Umarov, que se autoproclama líder do "Emirado caucasiano".
Tempo depois da sua morte, o Patriarca Cirilo I de Moscou considerou Daniel um confessor da fé e um mártir pela causa da pregação evangélica.
Madre Prosdokia, abadessa do convento de Ormília, na Grécia, afirmou que "é hora de não rezar pelo pe. Daniel, mas rezar a ele", considerando-o um santo. Muitos fiéis ortodoxos na Grécia veneram o padre Daniel de maneira semelhante aos martirizados durante a ocupação turca da Grécia.